# Saliromanie

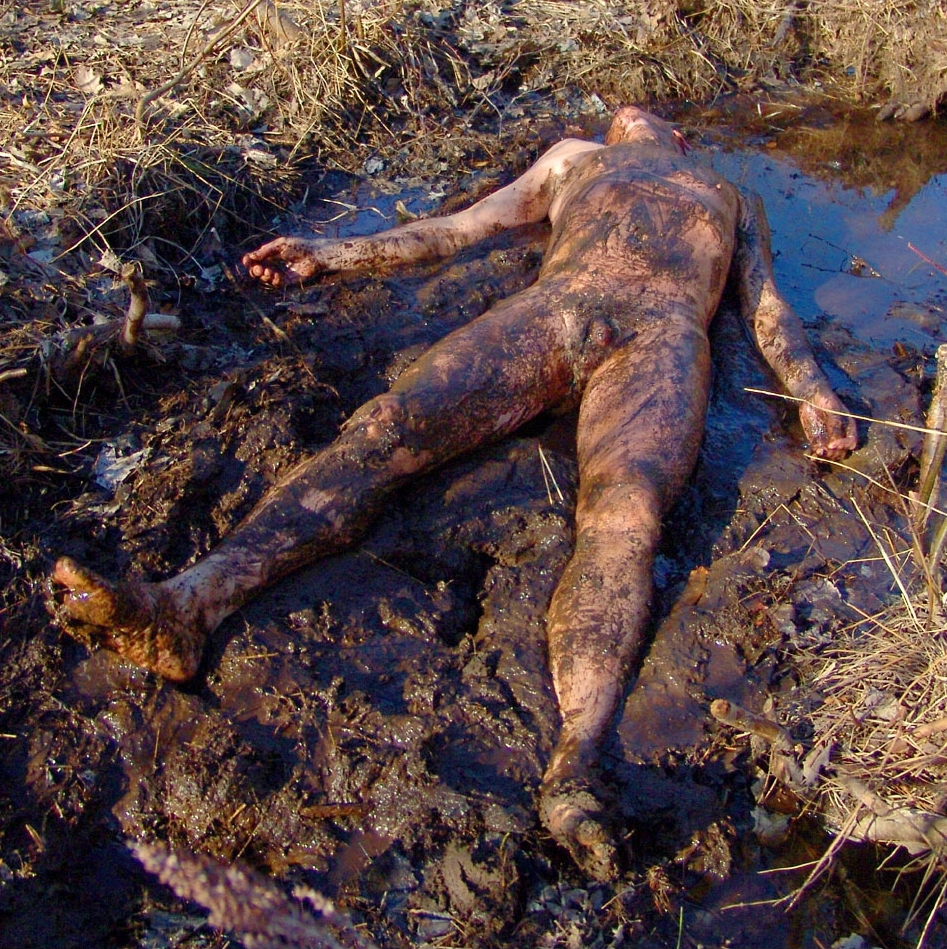
Naakte man in de modder

Saliromanie of salirofilie is het beleven van seksuele opwinding aan het besmeuren van een lichaam. Saliromanie is afkomstig van het Latijnse werkwoord salire, dat bevuilen of bezoedelen betekent.
Een verklaring voor het bestaan hiervan is het feit dat seksualiteit vaak een combinatie is van "lekker" en "vies". Plasseks (urolagnie) is een vorm van saliromanie.